# Lizzy van Dorp

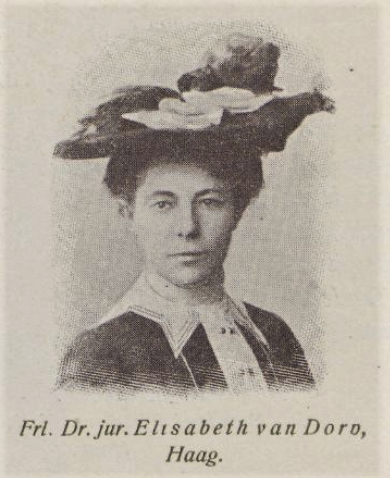
Lizzy van Dorp (1904)

Elisabeth Carolina Lizzy van Dorp (* 5. September 1872 in Arnhem; † 6. September 1945 in Banjoe Biroe, Niederländisch-Indien, heutiges Indonesien) war eine niederländische Juristin, Politikerin, Ökonomin und Feministin.

## Leben

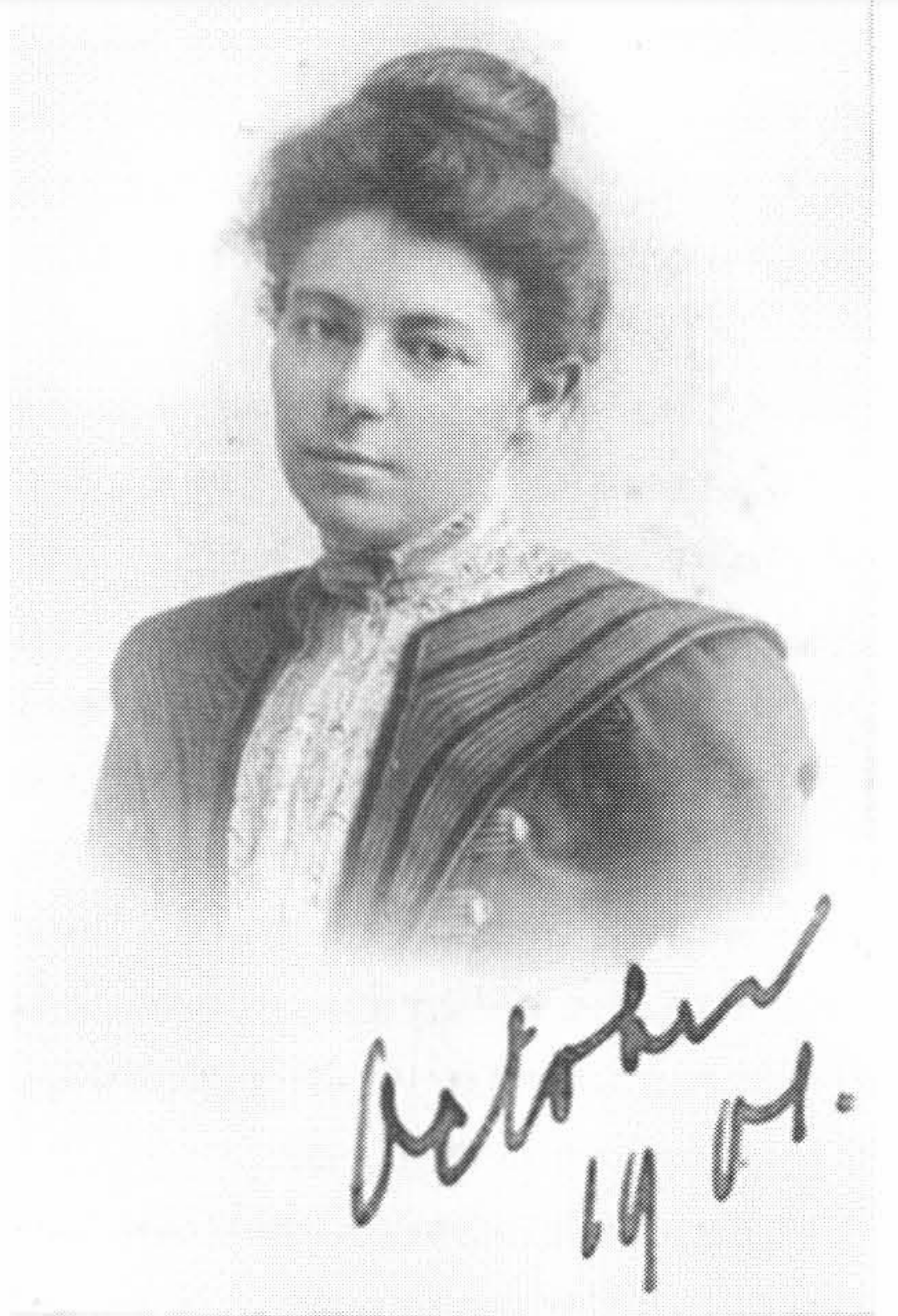
Lizzy van Dorp, 1901

Van Dorp wuchs in einem wohlhabenden Elternhaus in Arnhem auf, die Familie verkehrte in den höheren Kreisen der Gesellschaft. Nachdem sie zunächst Klassische Sprachen und Linguistik studiert hatte, wechselte sie im Jahr 1897 das Fach und studierte Rechtswissenschaften an der Universität Leiden. Damit gilt sie als erste Jurastudentin der Niederlande und als erste Frau, die dieses Studium erfolgreich abschloss (1901).

### Juristin und Rechtsanwältin
Nachdem sie 1903 bei Jacques Oppenheim promoviert hatte (Dissertation mit dem Titel "Schadeloosstelling bij vernietiging of onbruikbaarmaking van eigendom door het openbaar gezag"), war sie bis 1915 als Rechtsanwältin aktiv und führte eine eigene Anwaltskanzlei in Den Haag, in deren Fokus der Schutz der Rechte geschiedener Frauen und Kinder stand. Direkt zu Beginn ihrer Karriere als Anwältin verteidigt sie als erste Frau einen Mandanten vor dem niederländischen Obersten Gerichtshof (Hoge Raad).

### Feministin und Aktivistin
Bereits während des Studiums setzte sich Van Dorp, wie viele der frühen Akademikerinnen in den Niederlanden, für die Belange von Frauen ein. So war sie im Jahr 1901 Mitbegründerin der Vereinigung weiblicher Studenten in Leiden (Vereeniging voor Vrouwelijke Studenten in Leiden, VVSL), die heute noch existiert, und wurde deren erste Vorsitzende. Sie gründete weitere Gruppierungen: den Nederlandsche Lyceum Club (1904) und den Niederländischen Verband für Frauenwahlrecht (Nederlandsche Bond voor Vrouwenkiesrecht, 1907). Zwischen 1914 und 1920 hatte Van Dorp den Vorsitz des Rechtsausschusses im International Council of Women (ICW) inne. Ab 1925 war sie Vorstandsmitglied des Nationalen Frauenrates der Niederlande (De Nationale Vrouwenraad van Nederland). Van Dorp setzte sich insbesondere für die Einführung des Frauenwahlrechts ein, galt aber als gemäßigte Feministin, die radikalere Strömungen des Feminismus ablehnte. Selbst unverheiratet und in vielerlei Hinsicht unkonventionell sah sie die Familie mit berufstätigem Mann und sorgender Frau als Grundpfeiler der Gesellschaft. Über das Thema der Frauenerwerbstätigkeit entzweite sie sich mit Aletta Jacobs, die hinsichtlich des Kampes für das Frauenwahlrechts eine ihrer Mitstreiterinnen war.

### Ökonomin und Wirtschaftswissenschaftlerin
Nach 1915 konzentrierte Van Dorp sich zunehmend auf wirtschaftliche Themen. So arbeitete sie seit 1915 – als einzige Frau – in der Redaktion von De Economist mit, ein Magazin das zu den führenden niederländischen Wirtschaftszeitschriften gehörte. Zwischen 1919 und 1922 übernahm sie die Rolle der Herausgeberin von De Economist. Sie veröffentlichte Artikel u. a. über Geld und Freihandel und schrieb 1937 eine Monografie über die Zinstheorie. Zeitgleich wirkte sie als Privatdozentin für Wirtschaftswissenschaften an der Wirtschaftsfakultät der Universität Utrecht. Ihre Ernennung zur Professorin für Wirtschaftswissenschaften an der Landwirtschaftsschule in Wageningen (Landbouwhoogeschool) wurde 1919 vom Landwirtschaftsminister Hendrik A. van IJsselsteyn verhindert. Ein Rückschlag, der ihre Umtriebigkeit aber nicht minderte. 1927 nahm sie als Vertreterin der Niederlande an der Weltwirtschaftskonferenz des Völkerbundes in Genf teil. Van Dorp gilt als erste namhafte Ökonomin der Niederlande und war im Austausch mit den wichtigsten Wirtschaftswissenschaftlern der Zeit wie Carl Menger, Ludwig von Mises, Edwin Cannan, John Maynard Keynes oder Frank Knight.

### Politikerin und Parlamentarierin
Durch eine Verfassungsänderung wurde 1917 in den Niederlanden das passive Wahlrecht für Frauen eingeführt; das aktive Wahlrecht folgte 1919. Van Dorp nutze dies, um sich selbst politisch zu engagieren, zunächst in der Partei De Vrijheidsbond. Sie wendete sich aus inhaltlichen Gründen jedoch von der Partei ab und folgte Sam van Houten in die Liberale Partij Van Houten. Diese konservativere liberale Partei gewann bei den Wahlen von 1922 einen Sitz im Repräsentantenhaus und dieser Sitz ging, da van Houten zurückgetreten war, an die Person mit den meisten Stimmen: Lizzy van Dorp. Damit wurde sie zur ersten Parteivorsitzenden in den Niederlanden. Von 1922 bis 1925 war sie Abgeordnete der Partei in der Zweiten Kammer der Generalstaaten, wurde anschließend aber nicht wieder ins Repräsentantenhaus gewählt. Ab 1925 bis 1939 unterstützte sie erneut den Vrijheidsbond. Auch als Politikerin engagierte sie sich für die soziale Rolle der Frau, so war sie von 1927 bis 1936 Mitglied der Frauengruppe von De Vrijheidsbond.

### Reisende und Kosmopolitin
Nach dem Tod ihrer Mutter im Jahr 1935 zog es Van Dorp nach England. Dort schrieb sie das Buch A Simple Theory of Capital, Wages, Profit and Loss, a New and Social Approach to the Problem of Economic Distribution (Eine einfache Theorie des Kapitals, der Löhne, des Gewinns und des Verlusts, eine neue und soziale Annäherung an das Problem der ökonomischen Verteilung). Nach Ausbruch des Zweiten Weltkriegs reiste sie nach Ankara, um die Angelegenheiten der befreundeten Jenny Visser-Hooft und ihres Mannes, dem Diplomaten Philip Visser zu regeln. Während sie in der Türkei weilte, marschierten die Deutschen in die Niederlande ein, eine Rückkehr in das besetzte Land war für sie ausgeschlossen. Daher reiste sie Ende 1940 nach Niederlndisch-Ostindien (dem heutigen Indonesien) in die Stadt Semarang auf der Insel Java, wo ihr Vater Gerard Carel Théophilus van Dorp (1828–1886) erfolgreich als Verleger (Verlag G.C.T. van Dorp & Co.) gewirkt hatte. Zudem war Niederländisch-Ostindien das Geburtsland ihrer Mutter Adriana Elisabeth Verdam (1847–1935). Einige Zeit arbeitete sie dort als Dozentin für Wirtschaftswissenschaften an der Technischen Universität von Bandung. Doch im Jahr 1941 wurde Van Dorp festgenommen und von den japanischen Besatzern im Frauenlager „Ambarawa 10“ in Banjoe Biroe/Java interniert. Sie starb 1945 mit 73 Jahren – geschwächt durch die mehrjährige Gefangenschaft – drei Wochen nach der japanischen Kapitulation.
Lizzy van Dorp war in vielfacher Hinsicht eine Pionierin. Ihr Vermächtnis besteht aus einem großen Privatarchiv, das von Atria, dem Knowledge Institute for Emancipation und Women's History, verwaltet wird, aber auch aus Objekten, die sich in verschiedenen Gedächtnisinstitutionen und in der Hand ihrer Familie befinden.

## Publikationen (Auswahl)
- Het internationaal vrouwencongres te Berlijn. In: Sociaal Weekblad (1904), S. 427–429, 434–436.
- Iets over nieuwere geldtheorieën. In: Sociaal-econmische opstellen aangeboden aan mr. H.B. Greven (1916), S. 59–79.
- Die Bestimmungsgründe der intervalutarischen Kurse. In: Weltwirtschaftliches Archiv 15 (1919–1920), S. 29–39.
- Handel en nijverheid. In: H. Brugmans (Hrsg.), Nederland in den oorlogstijd (Amsterdam 1920), S. 191–248.
- Vrijhandel, wisselkoersen en gouden standaard. In: De Economist 71 (1922), S. 69–82.
- Wat kan men doen om de kwade gevolgen van fluctuaties in de waarde van het geld te neutraliseren. In: De Bedrijfseconoom 3 (1926), S. 157–161.
- Plaatsing van buitenlandsche leeningen in Nederland. In: Economisch-Statistische Berichten 12 (1927), Nr. 2, S. 793–796.
- Der Freihandelsgedanke in der Welt nach dem Kriege. In: Weltwirtschaftliches Archiv 30 (1929), Nr. 2, S. 212–240.
- De consequenties van Böhm Bahwerk’s loon-fondstheorie. In: Economische opstellen aangeboden aan prof. dr. C.A. Verrijn Stuart (Haarlem 1931), S. 27–54.
- Noch communisme noch dictatuur, een staatkundig voorstel. Haarlem 1937.
- A simple theory of capital, wages and profit or loss. A new and social approach to the problem of economic distribution. P. S. King 1937.